# Layer-by-Layer-Verfahren

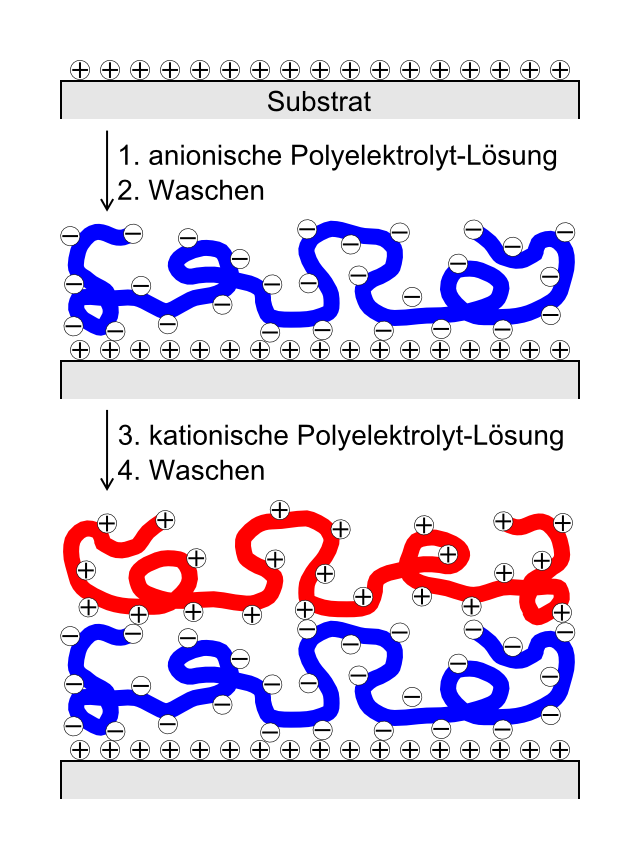
Schematische Darstellung der Herstellung einer Doppelschicht aus Polyelektrolyten

Der Begriff Layer-by-Layer-Verfahren bzw. Substratschichtung bezeichnet ein Verfahren zur Aufbringung monomolekularer Schichten aus Polyelektrolyten auf ein Substrat. Das Substrat muss eine Oberflächenladung tragen, damit sich ein entgegengesetzt geladener Polyelektrolyt anlagern kann. Durch abwechselndes Aufbringen von kationischer bzw. anionischer Polyelektrolyt-Lösung entsteht ein Schichtsystem, das auf Grund starker Coulomb-Wechselwirkung sehr stabil ist. Nach jeder Schicht ist ein Waschvorgang nötig. Hierbei werden nicht an der Oberfläche haftende Polyelektrolyte entfernt, um die Lösung der Folgeschicht nicht zu neutralisieren. Die Lösungen können durch Aufsprühen oder Rotationsbeschichtung auf das Substrat gebracht werden oder das Substrat wird direkt in die Polyelektrolyt-Lösung getaucht.